# Province de Tuyên Quang
Tuyên Quang est une province du nord du Việt Nam  située dans le Việt Bắc (en) dans la  région du Nord-est.
Tuyên Quang est aussi le nom du chef-lieu de cette province, situé à 165 km de Hanoï.

## Géographie
La province est bordée par Hà Giang au Nord, Thái Nguyên à l’est, Phú Thọ au Sud et Yên Bái à l’Ouest. Le centre du bassin de la Rivière Claire, qui est une partie du fleuve Rouge, traverse la province, cela lui apporte de nombreux avantages économiques importants.
La province compte plusieurs sommets dont certains atteignent 2 000 m au-dessus du niveau de la mer.
Sa population est constituée pour plus de la moitié de Kinh, et compte aussi des Tày, des Dao et des Nung.
Son climat tropical est divisé en deux saisons : l'hiver froid et sec, l'été chaud et humide. La température moyenne y est de 22,4 °C et le taux de précipitations varie entre 1 500 et 1 800 mm.
Ses principales ressources naturelles sont le riz, le maïs, le bambou et le coton. La province abrite aussi de nombreuses mines et des forêts (pour environ 80 % de la surface) qui permettent la production de peltophorum, de bois de fer, de bois pourpre, de chêne et de rotin.

## Administration
La province de Tuyên Quang est constituée d'une municipalité Tuyên Quang et de 6 districts:
1. District de Chiêm Hoá
2. District de Hàm Yên
3. District de Lâm Bình
4. District de Na Hang
5. District de Sơn Dương
6. District de Yên Sơn

## Histoire
Le territoire de la province a appartenu pour la première fois au Việt Nam au milieu du XIIIe siècle, sous le règne des Trần. Au début du XIXe siècle, Tuyên Quang est devenu une province avec cinq districts comme jusque tout récemment.
Tuyên Quang vit le siège de troupes françaises par les pavillons noirs en 1884-1885.
Après 1975, la province de Tuyên Quang a été rattachée à la province de Hà Giang. Puis, le 12 août 1991, elle a été recréée. En ce moment, le 4 novembre est la date anniversaire de la province de Tuyên Quang.

## Tourisme
Tuyên Quang est connue pour les vestiges historiques de Tân Trào qui sont inscrits sur la liste des patrimoines nationaux spéciaux du Việt Nam. Tân Trào est le nom d’un village qui a été appelé capitale provisoire de la Révolution d’Août et où ont eu lieu des événements historiques importants pendant la guerre d’Indochine. Il a conservé des lieux tels que la maison commune Hồng Thái, le banian Tân Trào, la maison Nà Lừa, la grotte Bòng…
Le banian Tân Trào se trouve tout près de la maison commune Hồng Thái. Il a plus de 300 ans et est le symbole et la fierté de la population de Tuyên Quang. Sous le banian, l’après-midi du 16 août 1945, l’armée de libération du Việt Nam a fait des offrandes aux génies en présence des habitants de Tân Trào avant de partir à Hanoï. Le général de Võ Nguyên Giáp est la personne qui a publié « La consigne numéro 1 » pour le départ au combat.
À 20 km des vestiges historiques de Tân Trào, se trouvent les premiers bureaux du Ministère de la Police dans le village de Minh Thanh. Les policiers ont protégé  Ho Chi Minh qui a commandé l’armée du Việt Nam lors de la campagne des frontières de l’hiver pendant les années 1947 – 1951.
Après avoir fini la construction de l’usine hydro-électrique, Tuyên Quang développe maintenant le tourisme autour du lac Na Hang.

## Dicton
Tuyên Quang est aussi célèbre pour ses belles femmes, surtout les femmes des minorités ethniques. On entend souvent le proverbe : « Le thé Thái, les femmes Tuyên » (en vietnamien : Chè Thái, gái Tuyên) pour décrire et affirmer le bon goût du thé venant de Thái Nguyên et la beauté des femmes de Tuyên Quang.

## Source
1. ↑  Area, population and population density in 2012 by province, General Statistics Office Of Vietnam (lire en ligne)
2. ↑  « Administrative Unit, Land and Climate: Number of administrative units as of 31 December 2008 by province », Population and Employment: General Statistics Office of the Government of Vietnam (consulté le 25 juin 2010)
3. ↑  (vi) « Vì sao "chè Thái, gái Tuyên"... », Bao moi,‎ 2012 (lire en ligne)